# Vince Staples
Vincent Jamal Staples (Compton, 2 de julho de 1993) é um rapper, cantor, ator e compositor norte-americano. Staples ganhou destaque com aparições em álbuns de membros da Odd Future e sua mixtape colaborativa intitulada Stolen Youth com Mac Miller, que produziu o projeto. Em outubro de 2014, ele lançou seu EP de estréia, Hell Can Wait , que incluía os singles "Hands Up" e "Blue Suede". Seu álbum de estréia, ''Summertime '06, foi lançado em 30 de junho de 2015, com grande aclamação da crítica. Ele também foi destaque como parte da XXL 2015 Freshman Class.  Seu segundo álbum, ''Big Fish Theory , que contém os singles "BagBak", " Big Fish " e "Rain Come Down",influências de vanguarda , dança e eletrônica . Foi lançado em 23 de junho e eleito um dos melhores álbuns do ano pela crítica. Em 2 de novembro de 2018, Staples lançou seu terceiro álbum de estúdio, ''FM!.

## Vida pessoal
Staples nasceu em Compton, mas cresceu em North Long Beach, depois que sua mãe decidiu que queria se afastar de Compton devido às altas taxas de criminalidade .  Staples é o caçula de cinco irmãos, dois irmãos e três irmãs.  Staples cresceu na pobreza. 
Staples frequentou a Optimal Christian Academy da 4ª à 8ª série, o que, segundo ele, foi uma experiência influente e positiva.  Durante o ensino médio, a mãe de Staples o enviou a Atlanta para ficar com uma de suas irmãs. Ele frequentou o ensino médio lá por seis meses.  Depois de retornar ao sul da Califórnia, Staples frequentou outras escolas secundárias: Jordan High School em Long Beach, Mayfair High School em Lakewood , escola doméstica Opportunity High School, High School Esperanza High School , Esperanza High School em Anaheim, e Kennedy High School , entre outros. 
Staples tem sido sincero em relação ao seu envolvimento com gangues durante a infância  e está envolvido em conversar com os jovens de sua comunidade sobre os perigos do estilo de vida das gangues. 
Ao crescer, a Staples participou de esportes quando teve a oportunidade. Mais notavelmente, ele tocou no conhecido rapper Snoop Dogg, Snoop Youth Football League (SYFL). Quando entrevistada por Sean Evans no programa do YouTube “Hot Ones”, a participação da Staples no SYFL foi o primeiro tópico mencionado. Staples se lembra de ter jogado contra os "Carson Colts" e "Mission Viejo Cowboys", que ele alegou terem "crescido homens no campo". Staples passou a afirmar: "Snoop realmente fez muito sucesso, temos nossos nomes em nossas camisas, tínhamos as melhores chuteiras, os melhores capacetes, você sabe que Snoop Dogg realmente amava o futebol". 
A introdução da série original da Netflix, "Coach Snoop", parece mostrar um jovem Vince Staples, mas ainda não foi confirmado se é Staples.

## Carreira

### 2009–2013: Início ejuventude roubada
Staples foi descoberto por Dijon "LaVish" Samo e Chuck Wun, ao lado de seu primo Campbell Emerson. LaVish levou Staples em uma viagem a Los Angeles, onde fez amizade com os membros do coletivo Odd Future Syd tha Kyd , Mike G e Earl Sweatshirt . Embora ele não pretendesse ser um rapper, ele fez algumas participações especiais em suas músicas, principalmente "epaR", que foi tirada da mixtape de estreia de Earl Sweatshirt, Earl . Depois de aparecer em outras faixas, ele decidiu seguir uma carreira no rap. Ele lançou sua mixtape de estréia oficial, chamada Shyne Coldchain Vol. 1 em 30 de dezembro de 2011, via applebird.com. Em outubro de 2012, ele lançou uma mixtape, intitulada Winter In Prague , produzida inteiramente por Michael Uzowuru . 
Staples atuando em 2015
Em 2012, Vince se reconectou com Earl Sweatshirt, quando retornou de Samoa e foi apresentado por ele a um colega rapper americano Mac Miller , que mais tarde produziu sua mixtape Stolen Youth (2013) sob o pseudônimo de Larry Fisherman. A mixtape conta com participações de Mac Miller, Ab-Soul , Schoolboy Q , Da $ H, Hardo e Cutthroat Boyz, co-membro da Staples, Joey Fatts.  Após Stolen Youth ' liberação s, ele excursionou como um ato de apoio no Mac Miller The Space Migração Posto . Depois de fazer três aparições no álbum de estúdio de Earl Sweatshirt, Doris , incluindo o single " Hive ", oas anotações iniciais revelaram que a Staples havia assinado recentemente com a gravadora de hip hop Def Jam Recordings . 

### 2014–2015:Shyne Coldchain vol. 2, oinferno pode esperare overão de 2006
Em 13 de março de 2014, ele lançou sua quarta mixtape, chamada Shyne Coldchain Vol. 2 .  A mixtape apresenta a produção de Earl Sweatshirt, Michael Uzowuru, Childish Major , No ID , Evidence ,  DJ Babu e Scoop DeVille ; bem como participações especiais dos cantores e compositores Jhené Aiko e James Fauntleroy .  Em 2 de março de 2014, o Staples começou a turnê nos Estados Unidos com os colegas rappers americanos Schoolboy Q e Isaiah Rashad no Oxymoron World Tour., Para apoiar o lançamento do álbum de Schoolboy Q oxímoro . 
Em 15 de agosto de 2014, a Staples lançou um videoclipe para "Blue Suede".  A faixa também foi disponibilizada no iTunes .  Em 9 de setembro de 2014, Vince lançou outra nova música intitulada "Hands Up" via iTunes. Ele lançou o EP Hell Can Wait em 7 de outubro de 2014.  Antes do lançamento do EP, Staples revelou durante uma entrevista à XXL Magazine que incluiria participações de A $ ton Matthews e Teyana Taylor , além de produções de No. ID , infame e Hagler. 
Em 4 de maio de 2015, Staples lançou como o primeiro single de seu álbum de estréia, chamado "Señorita". Mais tarde, ele anunciou que seu álbum de estréia seria intitulado Summertime '06 ,  lançado em 30 de junho de 2015.  Em 15 de junho, Staples lançou o segundo single de seu álbum de estréia, "Get Paid", com Desi. Mo. Em 22 de junho, ele lançou o terceiro e último single do álbum, " Norf Norf ".  A faixa alcançou destaque viral depois que um vídeo referenciando uma mãe queixando-se chorando pela música se tornou popular nas mídias sociais 

### 2016 – presente:Prima Donnaeteoria dos peixes grandes
Staples se apresentando em 2018
Em 23 de fevereiro de 2016, o Staples foi anunciado como parte da programação do 2016 Osheaga Music Festival.  Em 25 de agosto de 2016, Staples lançou o EP Prima Donna , de sete faixas , com participações especiais de A $ AP Rocky e Kilo Kish ; bem como acompanhado por um curta-metragem.  Em 31 de janeiro de 2017, ele anunciou um single, BagBak , que seria lançado em 3 de fevereiro de 2017. BagBak mais tarde foi destaque no trailer do filme da Marvel Studios , Black Panther .  Em 23 de março de 2017, ele foi apresentado na pista de Gorillaz , chamada " Ascensão."de seu álbum, Humanz . Em uma entrevista no programa de Zane Lowe , Beats 1, ele anunciou que seu próximo álbum se chamaria Big Fish Theory e lançou um single," Big Fish ",  que foi seguido por um terceiro single, "Rain Come Down", em 8 de junho de 2017, com os vocais de Ty Dolla Sign . O álbum foi lançado em 23 de junho de 2017 e recebido com elogios da crítica.  Ele e o rapper Tyler , The Creator anunciou em 15 de novembro de 2017, que eles iriam fazer uma turnê pela América do Norte de 26 de janeiro a 4 de março. Staples então colaborou com o compositor de filmes Hans Zimmer em um remix doHino da Liga dos Campeões da UEFA para o trailer de revelação de FIFA 19 . 
Em 2017, Staples foi destaque no remix do relógio de músicas de Billie Eilish , intitulado & burn.
Em 2018, a Staples criou uma página do GoFundMe buscando US $ 2 milhões como resposta a pessoas que criticam seu trabalho; eles poderiam pagar para que ele se aposentasse mais cedo. No entanto, retirado devido à baixa resposta. Simultaneamente, o título do GoFundMe também foi o mesmo do seu próximo single. 

## Patrocínio corporativo
Desde 2015, Staples apareceu em campanhas publicitárias para a Sprite e promoveu a marca por meio de seu feed no Twitter. 

## Filantropia
Em 14 de junho de 2016, Staples anunciou sua assistência em um programa YMCA que beneficiará jovens em North Long Beach.  O Instituto da Juventude ensinaria design gráfico, impressão 3D, design de produtos, produção musical e cinema a 20 alunos da oitava e nona séries na Hamilton Middle School.  Staples doou uma quantia não revelada ao programa. 

## Vida pessoal
Staples afirmou que nunca bebeu álcool ou usou drogas ilícitas e que segue um estilo de vida direto .  Ele vive no sul da Califórnia. 

## Discografia
Artigo principal: discografia de Vince Staples
- Summertime '06 (2015)
- Prima Donna (2016)
- Teoria dos Grandes Peixes (2017)
- FM! (2018)

## Filmografia
| Filme           | Filme                            | Filme                         |
| Ano             | Filme                            | Função                        |
| --------------- | -------------------------------- | ----------------------------- |
| 2015            | Narcótico                        | Membro da tripulação do Dom 1 |
| 2016            | Prima Donna (curta-metragem)     | Ele mesmo                     |
| 2017            | Sprite                           | Ele mesmo                     |
| 2018            | MFKZ                             | Vinz (voz)                    |
| 2019            | Gorillaz: Rejeitar Ícones Falsos | Ele mesmo                     |
| Televisão       |                                  |                               |
| 2018            | Pai americano!                   | Battle rapper (voz)           |
| 2019 – presente | Lazor Wulf                       | Lazor Wulf (voz)              |
| 2020            | Inseguro                         | Ele mesmo                     |

## Prêmios e indicações
| Ano  | Prémio                    | Categoria                          | Trabalhos                                                          | Resultado |
| ---- | ------------------------- | ---------------------------------- | ------------------------------------------------------------------ | --------- |
| 2014 | Prêmios BET Hip Hop       | Trilha de impacto                  | "Reino" (com Comum )                                               | Ganhou    |
| 2016 | Prêmios do carretel preto | Melhor música original ou adaptada | "Waiting for My Moment" de Creed (com Donald Glover e Jhené Aiko ) | Nomead    |